# Amolops marmoratus
Espèce
Synonymes
- Polypedates marmoratus Blyth, 1855
- Rana latopalmata Boulenger, 1882
- Ixalus argus Annandale, 1912
- Rana senchalensis Chanda, 1987 "1986"
- Amolops nepalicus Yang, 1991

Statut de conservation UICN

 LC  : Préoccupation mineure
Amolops marmoratus est une espèce d'amphibiens de la famille des Ranidae.

## Répartition
Cette espèce se rencontre :
- en Birmanie ;
- en Thaïlande ;
- au Bangladesh ;
- au Népal ;
- dans le sud-ouest de la République populaire de Chine ;
- dans le nord-est de l'Inde.

## Publications originales
- Blyth, 1855 : Report of the Curator; Zoological Department, for March meeting. Journal of the Asiatic Society of Bengal, vol. 24, p. 187-188 (texte intégral).
- Yang, 1991 : Phylogenetic systematics of the Amolops group of ranid frogs of southeastern Asia and the Greater Sunda Islands. Fieldiana, Zoology, vol. 63, p. 1-42 (texte intégral).